# 霹雳金宝培元独立中学
霹雳金宝培元独立中学（简称培元独中）是一所马来西亚的华文独立中学，创办于1912年10月11日。设校于霹雳州金宝，前身是福建学堂，初设校在金宝福建会馆，后迁校于现校址。在1915年易名培元学校后，直到1962年，因马来西亚政府推行新教育政策 而从培元中学改称培元独中。
教育经费来源是来自各阶层的华社捐助以及学费所得。通过华社的支持得以维持办学理念，让华文教育得以继续发扬光大，更使得华裔子弟有机会接受完整的华文教育。
在2005年11月动土扩建校舍，以提升学校硬体设施，并于2007年上半年启用新校舍。新校舍命名为丹斯里李延年博士楼。
为配合2012年的百年校庆，培元独中在2010年5月份筹备重建大礼堂 和校舍。

## 培元校歌与培元颂
| 培元校歌                     |  | 培元颂                                     |
| 培元                         |  | 我们歌唱 培元培元                          |
| 我们的家 我们的乐园          |  | 我们颂扬 培元培元                          |
| 金宝山巍巍 霹雳河泱泱        |  | 歌唱培元 自强不息                          |
| 我校山样高 水样长            |  | 永远颂扬 华文教育 万丈光芒                 |
| 虚心学习 努力求进 以不息自强 |  | 启发了我校万千莘莘学子                     |
| 训教兼施 手脑并用 斯任重致远 |  | 继承了中华文化的传统 华文教育              |
| 向上 同心创造 同声歌颂       |  | 纽结成马来西亚文化的一环 培元培元 万丈光芒 |
| 自强不息我 培元              |  | 道远任重 任重道远 培元培元 万丈光芒        |

## 历任校长

### 培元学校（1912年-1962年）
| 吴锡爵     |  | 1912年-1919年 |
| 沈亚民     |  | 1919年-1923年 |
| 王光汉     |  | 1923年-1941年 |
| 刘明君博士 |  | 1941年        |
| 刘思聘     |  | 1941年-1962年 |

### 培元独中（1962年-现在）
| 李伟如                 |  | 1962年-1983年         |
| 梁建材                 |  | 1983年-2001年         |
| 叶乃进                 |  | 2001年-2002年         |
| 黄本                   |  | 2002年-2003年         |
| 伍赋田（代校长）       |  | 2003年                |
| 胡苏安博士             |  | 2004年-2016年（8月）  |
| 葉䕐鍲                 |  | 2017年（任职约8个月） |
| 胡苏安博士（临时校长） |  | 2017年（3月）-2018年  |
| 刘婉冰硕士（代校长）   |  | 2018年-2019年         |
| 刘婉冰硕士             |  | 2020年-现在           |